# Puieștii de Jos, Buzău
Puieștii de Jos este satul de reședință al comunei Puiești din județul Buzău, Muntenia, România.